# Stenosemus dolii
Stenosemus dolii is een keverslakkensoort uit de familie van de Ischnochitonidae. De wetenschappelijke naam van de soort is voor het eerst geldig gepubliceerd in 1998 door Van Belle & Dell'Angelo.